# Кескимюариярви
Ке́скимюа́рия́рви (устар. Кеским-Кари-ярви, Кески, Каариярви; фин. Keskimäinen Kaarijärvi) — озеро на территории Лоймольского сельского поселения Суоярвского района Республики Карелия.
Площадь озера — 1,5 км². Располагается на высоте 177,2 метров над уровнем моря.
Форма озера лопастная, продолговатая: вытянуто с севера на юг. Берега изрезанные, каменисто-песчаные, местами заболоченные.
Из озера вытекает река Кескимйоки, впадающая в реку Толвайоки, которая, в свою очередь, впадает в озеро Виксинселькя, из которого, далее, через реку Койтайоки воды, протекая по территории Финляндии, в итоге попадают в Балтийское море.
С восточной стороны в озеро впадает безымянный ручей, вытекающий из озера Исосаккалинъярви.
Ближе к юго-западной стороне озера расположен один небольшой остров без названия.
С севера к озеру подходит лесная дорога.
Название озера переводится с финского языка как «среднее дугообразное озеро».
Код объекта в государственном водном реестре — 01050000111102000011776.